# 平林舞子
平林　舞子（ひらばやし　まいこ、1985年12月27日 - ）は、日本の女優。歌手、ナレーター。

## 経歴
長野県松本市出身。身長152cm、血液型はAB型。幼少期からピアノやダンスのステージに立つことが多く、舞台に立つことが当たり前だったことがきっかけで、『祝!モーツァルト生誕250年企画〜ロックミュージカルSki版 ドン・ジョヴァンニ』(2005)にて、初舞台を踏む。舞台を中心に活動していたが、最近は映画出演やMC、またナレーターなど活動の場を広げている。
特技は、楽器演奏(パーカッション・ピアノ・フルート・トランペット・トロンボーン)にダンス(モダンジャズ・HIP-HOP・JAZZ・HOUSE・タップ・カポエィラなど)。

## 出演

### 舞台
- 祝!モーツァルト生誕250年企画〜ロックミュージカルSki版　ドン・ジョヴァンニ (2005)ドンナ・エス・ヴィーラ役
- けれどスクリーンいっぱいの星 (2006)
- ラストダンス〜Last Dance〜 (2006)
- 広くてすてきな宇宙じゃないか (2006)
- 荒野の三猿』 劇団EASTONES　第3回公演 (2010)
- CHORIKO (2010)
- 真夏の夜の夢〜LOVE2011〜 (2011)唯一シングルキャストとして妖精役のトップを務める。
- ナイフとりんご (2011)　ヒロイン中野みどり役
- 朗読ライヴone time of jewel vol.8〜扉の先にあるもの〜 (2012.7.26)
  - vol.9〜待夢カプセル〜 (2012.8.22)
  - vol.10 kiss of Sniper 〜season1〜 (2012.9.19)
- ANARCHIST(2013.2.9〜17) 演出 ヨリコジュン
- あめざいくゆめざいく2013 まめ子役 演出:たかぎひろみち
  - ひたちなか公演(7/13〜16)  羽鳥公演(7/20〜22)  東京公演(8/3,4)

### 映画
- 青い鳥 (2008)
- ソラニン (2010)
- グレイトフル・デッド (2013)監督:内田英治 通販オペレーター役ナレーション
- はらぺこゾンビ (2014) 監督:月足直人 ゾンビ役
- 家族ごっこ/佐藤ゲーム (2014) 監督:内田英治　通夜弔問客役
- 長し屋鉄平(2015 DVDリリース)監督:榊英雄　女子大生役

### テレビ番組
- たけしの本当は怖い家庭の医学 (再現VTR出演)
- マイフェアレディー (再現VTR出演)
- LOVE GAME(ドラマ)

### PV
- Acid Black Cherry『20＋∞Century Boys』
- ケーヨーデイツー店舗用PV撮影 水性つやけしペイント編

### MC
- 人形の里アートフェスティバル メインMC (2014.2.8〜11)

### ドラマCD
- RabiBerry-ゾンベリー 役

## 雑誌
- 長野Komachi(2007年ウェディング企画)
- ゼクシィ長野版(ブエナヴィスタ運動ウェディング企画)
- ポット(2009年7月)